# Zarządzanie z wizją
Zarządzanie z wizją – filozofia zarządzania oparta na prognostycznym podejściu do organizacji i systemów zgodnie z modelem Nadlera.

## Charakterystyka

### Podejście prognostyczne
– zakłada, że punktem wyjścia dla procesu planowania jest wyobrażenie systemu idealnego, niebiorącego pod uwagę stanu obecnego; dopiero później "siły mierzone są na zamiary" i poszukiwane są metody wypełnienia luki strategicznej, czyli przestrzeni między tym co "mogę" a tym co "chcę".

### Podejście diagnostyczne
– mówi, że plany są budowane w oparciu o ocenę obecnych zasobów i rozwiązań; na tej podstawie budowany jest projekt usprawnień.

### Wizja firmyjest w planowaniu...
strategicznym oraz zarządzaniu zmianą traktowana zgodnie z podejściem prognostycznym (ang. radical changes), w odróżnieniu od diagnostycznego posuwania się do przodu (ang. incremental changes) w oparciu o dyspozycyjne zasoby.